# Reichskammer der bildenden Künste
Die Reichskammer der bildenden Künste (kurz Reichskunstkammer) war eine Institution im „Dritten Reich“, welche die Aufgabe hatte, bildende Kunst zu fördern, die der damaligen Gesinnung entsprach, aber auch Richtungen zu unterdrücken, die ihr widersprachen. Eine „Deutsche Kunst“ im Sinne des Nationalsozialismus wurde einer „Entarteten Kunst“ gegenübergestellt. Damit trug die Reichskunstkammer zur Gleichschaltung von Kultur und Gesellschaft während der Zeit des Nationalsozialismus bei. Nur Mitglieder konnten im Deutschen Reich ausstellen und Kunst als Beruf ausüben. Künstler mit jüdischem oder kommunistischen Hintergrund hatten keinen Zutritt oder wurden ausgeschlossen. Wenn sie Deutschland nicht rechtzeitig verlassen konnten, wurden sie im Holocaust ermordet oder hingerichtet (Oda Schottmüller, Cato Bontjes van Beek).

## Funktionen

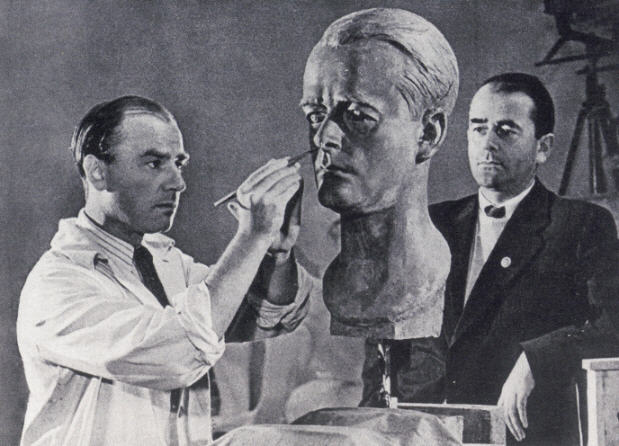
Arno Breker (1940), rechts Albert Speer

Die Reichskunstkammer bzw. Reichskammer der bildenden Künste wurde am 1. November 1933 als eine von sieben Abteilungen der Reichskulturkammer durch das Propagandaministerium gegründet. Ihre Bestimmung, wie von Propagandaminister Goebbels verschleiernd definiert, sollte darin bestehen,

„durch Zusammenwirken der Angehörigen aller von ihr umfaßten Tätigkeitszweige unter der Führung des Reichsministers für Volksaufklärung und Propaganda die deutsche Kultur in Verantwortung für Volk und Reich zu fördern, die wirtschaftlichen und sozialen Angelegenheiten der Kulturberufe zu regeln und zwischen allen Bestrebungen der ihr angehörenden Gruppen einen Ausgleich zu bewirken.“

Tatsächlich fungierte sie nicht nur als gemeinnützige Standesorganisation, sondern auch als Organ der Kontrolle und der sogenannten Gleichschaltung der Künstler durch das NS-Regime. Die Kunsthistorikerin Nina Kubowitsch kam 2015 aufgrund ihrer Untersuchungen der Tätigkeit der Reichskammer der bildenden Künste zu folgendem Schluss: „Die Masse der zehntausenden Kunstschaffenden in Deutschland war sehr heterogen, es gab nicht nur die verfolgten und ‚entarteten‘ Künstler auf der einen und die ‚Nazi-Künstler‘ auf der anderen Seite. Die eigentliche Masse der Kunst- und Kulturschaffenden in Deutschland lag zwischen diesen beiden Polen. Auch deren Schicksale müssen bei der Untersuchung der Reichskammer der bildenden Künste in Betracht gezogen werden, denn sie bildeten den eigentlichen Mitgliederstamm.“ Die Kammer sei nicht einseitig auf ihre Funktion als bloßes Kontrollorgan oder als bloße Künstler-Interessenvertretung festzulegen.
Um zu Ausstellungen zugelassen zu werden, war eine Mitgliedschaft in der Reichskunstkammer unerlässlich. Manche Künstler wurden abgelehnt oder ausgeschlossen, „wenn Tatsachen vorlagen, daß die in Frage kommende Person für die Ausübung ihrer Tätigkeit erforderliche Zuverlässigkeit und Eignung nicht besitzt“.
Zu den Präsidialräten der Reichskammer der bildenden Künste gehörten Albert Speer, Hans Herbert Schweitzer, Hans Weidemann, Otto von Kursell, Franz Lenk (1933 bis 1936), Richard Klein und Hans-Peter Meister.
- Erster Präsident war von 1933 bis 1936 der Architekt Eugen Hönig. Sein Nachfolger bis 1943 war Adolf Ziegler, seit 1925 mit Hitler gut bekannt und langjähriger Sachbearbeiter für Bildende Kunst in der NSDAP. Auf ihn folgte Wilhelm Kreis von 1943 bis 1945.
- 1941 wurde Arno Breker zum Vizepräsidenten ernannt.

Mit dem Kontrollratsgesetz Nr. 2 vom 10. Oktober 1945 wurde die Reichskulturkammer und demnach auch ihre Untergliederung Reichskammer der bildenden Künste durch den Alliierten Kontrollrat verboten und ihr Eigentum beschlagnahmt.

## Struktur
Die Reichskammer der bildenden Künste gliederte sich in folgende Fachverbände:
- Bund Deutscher Architekten e. V.
- Bund Deutscher Gartengestalter e. V.
- Bund Deutscher Gebrauchsgraphiker e. V.
- Bund Deutscher Maler und Graphiker e. V.
- Bund Deutscher Bildhauer e. V.
- Bund Deutscher Kopisten e. V.
- Bund Deutscher Kunsthandwerker e. V.
- Bund Deutscher Kunst- und Antiquitätenhändler e. V.
- Bund Deutscher Kunstverleger und Kunstblatthändler e. V.
- Reichsfachschaft Deutscher Werbefachleute NSRDW e. V., Fachgruppe Gebrauchswerber
- Bund Deutscher Kunstwissenschaftler e. V.
- Bund Deutscher Museen und Sammlungen e. V.
- Bund Deutscher Künstlervereine e. V.
- Bund Deutscher Kunstvereine e. V.
- Katholische Reichsgemeinschaft christlicher Kunst
- Evangelische Reichsgemeinschaft christlicher Kunst

Die Reichskammer der bildenden Künste hatte ihren Sitz im damaligen Berlin W 35, Blumeshof 4–6 (heute Ortsteil Tiergarten). Sie war reichsweit in 31 regionale Sektionen unterteilt, die von sogenannten Landesleitungen und deren „Landesleitern“ geführt wurden. Landesleiter waren u. a.
- Gerhard Langmaack (Hamburg 1934–36)
- Werner Thiede (Hamburg 1936)[5]
- Hans Martin Fricke (Weser-Ems 1935–1942)
- Heinz Lederer (Berlin 1936–1939)
- August Kranz (Berlin 1940–1942)
- Emil Stahl (Franken)
- Hermann Gradl (Franken)[6]
- Jäger (Bayern)
- Richard Spitz (Salzburg bis 1942)
- Viktor Kuschel (Salzburg 1943–45)
- Peter Grund (Düsseldorf 1933–1937)[7][8]
- Klaus Reese (Düsseldorf 1939–40)
- Max Clarenbach (Düsseldorf 1939–40)
- Ernst August von Mandelsloh (Ober-Donau)
- Karl Lieser (Hessen-Nassau)
- Arnold Waldschmidt (Württemberg)
- Leopold Blauensteiner (Wien)
- Ernst Nepo (Tirol)
- Karl Borromäus Berthold (Aachen-Köln 1935–1936, 1940–1941)
- Clemens Klotz (Aachen-Köln 1942–1945)
- Claus Hansen (Köln-Aachen 1936)[9]
- Walter Schacht (Niedersachsen 1935–1943?)
- Kunnibert Zinner (Gau Niederdonau ab 1939)[10]

## Auswirkungen
Die Organisation verstand sich, wie alle anderen Reichskammern, als Standes- und Berufsvertretung aller ihr zugehörigen Künstler. Zugehörig waren alle hauptamtlich arbeitenden Personen, soweit sie den Fachverbänden der Berufsgruppen zuzuordnen wurden. Die Mitgliedschaft in der Reichskulturkammer war für alle deutschen Künstler verbindlich. Diese Institution war eine staatliche Behörde, die obrigkeitlich im Sinne der NS-Diktatur handelte.
Alle bisherigen Standesorganisationen (inklusive aller freier Künstlergruppen und -vereinigungen) wurden aufgelöst bzw. zwangsweise in die Reichskulturkammer überführt. Personen ohne Ariernachweis wurden nach und nach ausgeschlossen. Zudem wurden Künstler und Künstlerinnen ausgeschlossen, deren Werke systemkritische Inhalte und/oder „Entartete Kunst“ darstellten und erhielten Mal- und Ausstellungsverbot. Die entsprechenden Feststellungen wurden durch einschlägige Gaukammerausschüsse getroffen. Diese entschieden in der Regel nach Feldbeobachtungen durch parteilich gebundene Kunstbeauftragte in Ausstellungen, im Kunsthandel oder durch private Anzeige. Anonyme Denunziationen waren an der Tagesordnung und wurden von allen Künstlern gefürchtet, deren Werke nicht dem Volksgeschmack entsprachen. Neuaufnahmen in die Reichskulturkammer erfolgten ausschließlich auf Antrag. 1936/37 war die organisatorische Gleichschaltung der Kunst im Nationalsozialismus im Sinne einer „nationalsozialistisch geprägten Volkskultur“ weitgehend abgeschlossen. Nur diejenigen, die als Mitglieder der Reichskammer der bildenden Künste registriert waren, erhielten fortan staatliche Förderungen, öffentliche Aufträge und Ausstellungsmöglichkeiten im deutschen Kunsthandel. Letztendlich bedeutete der systematische Entzug der wirtschaftlichen Grundlage ein Berufsverbot für alle unorganisierten Künstler.
In den Biografien fast aller damals tätigen hauptamtlichen Künstler wird die obligatorische Mitgliedschaft in der Reichskulturkammer (und ihren Untergruppierungen) verschwiegen. Tatsächlich begründet die reine Mitgliedschaft noch nicht den Verdacht, dass der Künstler ein aktiver Unterstützer und Verfechter des nationalsozialistischen Gedankenguts gewesen ist.
Mit der Ächtung aller „volkszersetzenden“ Kunstrichtungen und aller Künstler, die auf irgendeine Weise mit dem Judentum verbunden waren, standen die professionellen Künstler als Mitglieder der Reichskunstkammer vor einer inhaltlich-stilistischen Überprüfung, ggf. auch Nach- oder Neujustierung ihrer künstlerischen Arbeit. Jeder hatte darauf seine eigene Antwort zu finden. So gingen einige in die Innere Emigration und bemühten sich um unverfängliche Sujets wie Porträts, Stillleben, Landschaftsmalerei oder einen apolitischen Naturalismus. Einige wenige Künstler standen weiterhin zu ihrer Kunst und ihrem eigenen künstlerischen Ausdrucksstil. Wurde ihre Kunst als entartet angezeigt, flüchteten sie ins Exil. Andere sagten sich von der Deutschen Kunst und dem organisierten Kunstbetrieb los und nahmen einen anderen Beruf an. Die deutschen Künstler jüdischer Herkunft wurden verfolgt, mussten fliehen oder wurden im Holocaust ermordet.